# Rachel Mary Parsons
Pour les articles homonymes, voir Parsons.
Rachel Mary Parsons, née le 25 janvier 1885 à Londres et morte assassinée le 2 juillet 1956 à Newmarket (Suffolk), est une ingénieure, défenseure des droits des femmes en matière d'emploi, militante et personnalité politique britannique. 
Elle est la présidente fondatrice de la Women's Engineering Society en 1919,. 

## Biographie
Rachel  Parsons est née en 1885. Elle est la fille Charles Algernon Parsons et de son épouse Katharine. Son frère, Algernon George (Tommy) (né en 1886), est tué le 28 avril 1918 alors qu'il est major dans la Royal Field Artillery (en). Son intérêt et ses aptitudes pour l'ingénierie et les sciences sont nourris dès son plus jeune âge par la tradition d'ingénierie de sa famille, notamment par sa grand-mère Mary Rosse et son grand-père William Parsons, 3e comte de Rosse. Son père invente la turbine à vapeur et développe des entreprises d'ingénierie internationales prospères. La famille vit sur le Tyneside (Elvaston Hall, Ryton et Holeyn Hall, Wylam), puis dans le Northumberland (Ray Demesne, Kirkwhelpington). 
Elle fait ses études au lycée de Newcastle, à la Wycombe Abbey (en), à Clarence House (de mai 1899 à avril 1900) et enfin à Roedean School (en) de 1900 à 1903. En 1910, elle entre au Newnham College de Cambridge et est l'une des trois premières femmes à y étudier les sciences mécaniques. Cependant, comme toutes les femmes jusqu'en 1948, elle ne peut obtenir de diplôme ni devenir membre à part entière de l'université. Néanmoins, elle peut enrichir ses connaissances théoriques des compétences pratiques acquises dans l'usine de son père. Elle quitte l'université en 1912 après avoir passé l'examen préliminaire de la première partie du Tripos et un examen de qualification en sciences mécaniques en 1911. 
Lorsque la Première Guerre mondiale éclate, elle remplace son frère à la direction de Heaton Works de C.A. Parsons and Company (en) à Newcastle upon Tyne. Elle supervise notamment le recrutement et la formation des femmes pour remplacer les hommes partis s'engager dans les forces armées. Elle devient une membre éminente du National Council of Women of Great Britain (en) et milite pour l'égalité d'accès aux écoles et collèges techniques, sans distinction de sexe. 

### Après la Première Guerre mondiale
Après la mort de son frère, elle ne reprend pas son rôle de directrice de Heaton Works, peut-être en raison d'une rupture avec son père,. Comme preuve de ses aspirations continues en ingénierie, elle devient membre de la Royal Institution of Great Britain en 1918, continuant à être membre jusqu'à sa mort.
Elle et sa mère, Katharine, Lady Parsons, sont parmi les fondatrices de la Women's Engineering Society aux côtés d'Eleanor Shelley-Rolls, Margaret, Lady Moir, Laura Annie Willson, Margaret Rowbotham et Janetta Mary Ornsby. L'organisation favorise le maintien des femmes ingénieurs après la Première Guerre mondiale en s'opposant à la loi de 1919 sur la restauration des pratiques d'avant-guerre et en soutenant la carrière d'ingénieur pour les femmes. Rachel Parsons devient la première présidente de la Women's Engineering Society le 23 juin 1919 et reste en fonction jusqu'en 1921. 
Le 9 avril 1919, avec Blanche Thornycroft et Eily Keary (en), elle est l'une des trois premières femmes admises à la Royal Institution of Naval Architects et à partir de 1921, elle devient membre à vie du Royal Institute of International Affairs. Elle est également titulaire d'un certificat de capitaine au long cours.
Elle fait partie en 1920 d'un groupe de huit femmes qui fondent la société d'ingénierie Atalanta Ltd (en). Sa mère, Katharine Parsons, en est la présidente et l'une des principales actionnaires. Toutes les employées sont des femmes et la directrice est Annette Ashberry (en). L'entreprise produit des plaques de surface et des modèles de machines. Son siège social est initialement à Loughborough, où les employés devaient poursuivre leur formation au Loughborough College of Technology. Atalanta s'installe à Londres, avec des locaux d'abord à Fulham Road (en) en 1922, puis à Brixton Road (en) en 1925. Elle est liquidée volontairement en 1928.
En 1922, Rachel Parsons achète une grande maison londonienne située au 5 Portman Square (en) et commence à y organiser des événements mondains auxquels participe l'élite de la société londonienne. Cette année-là, elle devient l'une des rares femmes membres du London County Council, représentant Finsbury pour le Municipal Reform Party (en), et siège au Electricity and Highways Committee. Elle se présente aux élections législatives de 1923 comme candidate conservatrice dans la circonscription d'Ince (en), dans le Lancashire, mais n'est pas élue,. Elle s'installe dans une propriété plus spacieuse, le 5 Grosvenor Square, en 1926, et continue d'être hôtesse de société. Elle se présente comme candidate conservatrice pour Newcastle en 1940, mais n'est pas non plus élue.
Elle s'installe en 1940 à la campagne à Sunningdale, dans le Berkshire, où elle achète Little Court, une maison de style géorgien avec un terrain de 10 hectares. Elle conserve également une résidence londonienne, occupant successivement deux maisons à Belgrave Square. Son intérêt pour les courses hippiques la pousse à acheter, dans les années 1940, le domaine de Branches Park, d'une superficie de 10 000 hectares, à Cowlinge, près de Newmarket, dans le Suffolk, où elle construit un grand haras. Elle acquiert également, en 1954, l'écurie Lansdowne House, située à Falmouth Avenue, à Newmarket. Ses écuries lui valent plusieurs succès notables. Parmi eux, des victoires en 1953 avec Cavalleria, Golden God et Fraise Melba (entraînées par Geoffrey Brooke), suivies de succès avec Le Dieu d'Or, Golden God et Fraise Melba sous la direction de Sam Armstrong,,.

### Mort
Rachel Parsons est retrouvée morte le 2 juillet 1956. Dennis James Pratt, un ancien employé, est accusé de son meurtre. Défendu par Michael Havers, futur procureur général, Pratt est reconnu coupable d'homicide involontaire pour provocation,,. 
Son cousin, le chanoine R. E. Parsons, officie à ses funérailles qui ont lieu le 6 juillet à l'église St Mary, à Newmarket, et auxquelles assistent, entre autres, son cousin Michael Parsons, 6e comte de Rosse.

## Hommages
- En 2017, l'un des six tunneliers du projet « Super Sewer » du Thames Tideway Tunnel (en) de Londres est baptisé du nom de Rachel Parsons. Le creusement du tunnel a commencé à Fulham en 2018[17]. Les noms ont été choisis parmi une liste restreinte par un vote du public[18].
- Une plaque bleue a été dévoilée en son honneur en octobre 2023 au 6 Windsor Terrace, où elle a vécu pendant la Première Guerre mondiale. Le bâtiment fait partie des résidences universitaires de l'Université de Newcastle et a été proposé par l'organisation The Common Room[19].